# Steatoda diamantina
Steatoda diamantina là một loài nhện trong họ Theridiidae.
Loài này thuộc chi Steatoda. Steatoda diamantina được Herbert Walter Levi miêu tả năm 1962.